# Bungo Stray Dogs
Bungo Stray Dogs (文豪ストレイドッグス, Bungō Sutorei Doggusu, littéralement « Chiens errants littéraires ») est un manga seinen écrit par Kafka Asagiri et dessiné par Sango Harukawa. Il est prépublié depuis décembre 2012 dans le magazine Young Ace, et publié en volumes reliés depuis avril 2013 par Kadokawa Shoten. La version française est publiée par Ototo depuis février 2017.
Une adaptation en anime produite par le studio Bones est diffusée entre avril et juin 2016, suivi d'une deuxième saison entre septembre et décembre 2016 sur Tokyo MX au Japon. Un film d'animation est diffusé au Japon en mars 2018. Une troisième saison est diffusée entre avril et juin 2019, une quatrième saison entre janvier et mars 2023 et une cinquième saison entre juillet et septembre 2023. La série d'animation et le film d'animation sont diffusés en streaming par la plateforme Crunchyroll dans les pays francophones.

## Synopsis
L'histoire est centrée autour de certains individus possédant des pouvoirs surnaturels et qui les utilisent à différentes fins comme gérer une entreprise, résoudre des mystères, et mener à bien des missions d'agence des détectives armés contre la mafia portuaire. Elle tourne particulièrement autour des membres  de « l'agence des détectives armés » et de leur vie de tous les jours.
L'histoire tourne autour d'une agence de détectives dont chaque membre possède des pouvoirs surnaturels. Cette caractéristique particulière leur donne le droit de résoudre des enquêtes trop périlleuses pour la police. Nakajima Atsushi, un jeune orphelin sur le point de mourir de faim au bord d'une rivière, se retrouve par hasard à devoir sauver un homme d'une tentative de suicide. Celui-ci n'est autre que Dazai Osamu, un membre de cette étrange agence.

## Personnages
La plupart des personnages de la série sont nommés d'après des auteurs de littérature connus et/ou de personnages qu'ils ont créé comme Ryūnosuke Akutagawa, Atsushi Nakajima, Agatha Christie, Osamu Dazai, Fiodor Dostoïevski, Ranpo Edogawa, Edgar Allan Poe, Mark Twain, Natsuhiko Kyogoku, Kenji Miyazawa, Doppo Kunikida, Akiko Yosano et Chūya Nakahara.

### L'Agence des Détectives Armés
Atsushi Nakajima (中島 敦, Nakajima Atsushi)
Voix japonaise : Yūto Uemura, Lynn (enfant), voix française : Olivier Prémel
Atsushi est le personnage principal. C'est un orphelin qui a été jeté de son orphelinat. Étant affamé, Atsushi décide de voler la prochaine personne qu'il verra. Malheureusement, il va tomber sur Dazai, un jeune homme suicidaire, qu'il finira par sauver. Il a comme capacité, le pouvoir de se transformer en homme-tigre sauf qu'il n'arrive pas à contrôler son pouvoir ; il n'y arrivera que grâce au pouvoir de Fukuzawa après être entré dans l'Agence. Il a aussi comme capacité le pouvoir de se régénérer, même de se faire repousser ses membres. En raison des maltraitances qu'il subissait à l'orphelinat, Atsushi manque de confiance en lui mais il est plein de compassion, y compris pour ses ennemis.
Osamu Dazai (太宰 治, Dazai Osamu)
Voix japonaise : Mamoru Miyano, voix française : Gauthier de Fauconval
Un membre de l'Agence des Détectives armés qui prend Atsushi sous son aile et adore flirter avec les femmes.
A ses 14 ans, Dazai avait fait une tentative de suicide et a été sauvé et recueilli dans la Mafia Portuaire par Mori Ogaï. Avec une attitude insouciante, il essaye constamment de se suicider mais a toujours échoué car il finit par être miraculeusement sauvé par quelqu'un ou quelque chose.
Sa capacité s'appelle « La Déchéance d'un Homme » (Ningen Shikkaku), ce qui lui permet d'annuler n'importe quelle capacité en touchant simplement une partie du corps du détenteur. Il était un capitaine de la Mafia portuaire, mais refuse de le dire à ses collègues. La mort de son ami Sakunosuke Oda le fit démissionner de la mafia et rejoindre l'Agence.

Doppo Kunikida (国木田 独歩, Kunikida Doppo)
Voix japonaise : Yoshimasa Hosoya, voix française : Nicolas Matthys
Le partenaire de Dazai, qui se met toujours en colère contre ses pitreries. Ancien professeur de mathématiques, il écrit et planifie toujours chaque seconde de sa journée à venir, alors il déteste les événements imprévus et perdre son temps. Sa capacité s'appelle « Poète solitaire » (Doppo Ginkaku), et lui permet de créer tout objet qu'il écrit dans son carnet tant qu'il n'est pas plus grand que le cahier lui-même. Kunikida est le successeur désigné de Fukuzawa.
Junichirō Tanizaki (谷崎 潤一郎, Tanizaki Jun'ichirō)
Voix japonaise : Toshiyuki Toyonaga, voix française : Brieuc Lemaire
Un membre de l'Agence autour du même âge qu'Atsushi.
Sa capacité s'appelle « Light Snow » (Light 雪, Sasameyuki), ce qui lui permet de projeter des illusions dans une certaine zone. Alors qu'il n'aime pas les singeries de sa sœur, il devient une rage incontrôlable si quelqu'un lui fait du mal ou qu'on le menace de lui faire du mal.
Ranpo Edogawa (江戸川 乱歩, Edogawa Ranpo)
Voix japonaise : Hiroshi Kamiya, voix française : Alessandro Bevilacqua
Le seul détective autoproclamé de l'Agence. Il n'aime pas les connaissances insignifiantes, comme savoir prendre un train pour retourner à l'agence.
Il appelle sa compétence « Super Déduction » ( dans l'animé il l'appelle " La super hypothèses " ) (D 推理, Chō suiri), mais en réalité il n'a aucun pouvoir surnaturel, il est simplement très intelligent et observateur. Beaucoup de théories laissent penser qu'il serait atteint du syndrome d' Asperger.
Kenji Miyazawa (宮沢 賢治, Miyazawa Kenji)
Voix japonaise : Hiroyuki Kagura, voix française : Thibaut Delmotte
Venant de la campagne, il est un garçon très optimiste et insouciant, très populaire auprès des résidents du pays.
Sa capacité est appelée « Ne pas céder face à la pluie » (Ame ni mo Makezu), ce qui lui confère une force surhumaine quand il a faim.
Akiko Yosano (与謝野 晶子, Yosano Akiko)
Voix japonaise : Yū Shimamura, voix française : Mélissa Windal
Elle est la docteure de l'Agence des Détectives armées.
Sa capacité est appelée « Personne ne mourra » (Kimi Shinitamou koto nakare), ce qui lui permet de guérir les autres et ainsi qu'elle-même, mais il ne fonctionne que tant que la personne est à moitié morte pour commencer, alors elle blesse ses patients elle-même, s'en amusant même. Cela rend ses collègues terrifiés d'être traités.
Yukichi Fukuzawa (福沢 諭吉, Fukuzawa Yukichi)
Voix japonaise : Rikiya Koyama, voix française : Franck Dacquin
Il est un ancien tueur des services secrets, devenu le fondateur et le leader de l'Agence de Détectives armées, ainsi que le mentor de Kunikida.
Sa capacité est « Tous les hommes sont égaux », ce qui lui permet d'ajuster les capacités des membres de l'Agence des Détectives armés. Selon Dazai, il peut "ajuster la puissance de leurs capacités afin de pouvoir les contrôler". Cependant, les candidats doivent passer un "examen d'entrée" (c'est-à-dire qu'ils doivent afficher des valeurs compatibles avec celles de l'Agence dans des situations périlleuses) pour tomber sous le coup de cette capacité. Cette capacité est particulièrement utile pour ceux qui manquent de contrôle sur leurs capacités comme Atsushi et Kyōka. Il a une grande affinité envers Ranpo.
Kyōka Izumi (泉 鏡花, Izumi Kyōka)
Voix japonaise : Sumire Morohoshi, voix française : Élisabeth Guinand
Une jeune fille orpheline recueillie par la Mafia portuaire qui décide un peu plus tard dans l'histoire de rejoindre l'Agence de Détectives armés après l'affrontement entre Atsushi et Akutagawa. A seulement 14 ans, elle a déjà commis de nombreux crimes, ce qui pèse sur sa conscience malgré son apparence plutôt insensible. Il faudra la compassion d'Atsushi pour la décider à reprendre goût à la vie, se réconcilier avec son pouvoir et le mettre au service des autres.
Sa capacité est « Princesse Démoniaque » (白雪 白雪, Yasha Shirayuki) qui lui permet de matérialiser un spectre armé d'un sabre (autrement dit la princesse démoniaque) par le biais d'ordres donnés par son téléphone portable.
Il est révélé que ses parents étaient en fait des assassins, et en tant que tels face à un certain nombre d'ennemis. Un jour, l'un des ennemis avait la capacité de manipuler son corps et a essayé de transformer le père de Kyōka en meurtrier de sa fille. Cependant, sa mère avait la capacité « Démon Shirayuki » et a été forcée de tuer son époux avant de se tuer à son tour  car elle subissait la même influence. Mais avant sa mort, elle a ordonné à « Démon Shirayuki » de protéger Kyōka et a transmis sa capacité à celle-ci via une méthode encore inconnue, limitée uniquement aux parents par le sang. Cependant, le processus était incomplet, ce qui fait que la princesse n'écoute que les commandes via son téléphone portable.
Kirako Haruno (春野 綺羅子, Haruno Kirako)
Voix japonaise : Mina, voix française : Helena Coppejans
Une employée travaillant à l'Agence de Détective armée.
Naomi Tanizaki (谷崎 ナオミ, Tanizaki Naomi)
Voix japonaise : Chiaki Omigawa, voix française : Sophie Pyronnet
La sœur de Junichirō qui est très collante et sait tout de lui. Elle est nommée d'après le nom du personnage principal du roman de Jun'ichirō Tanizaki Un amour insensé. Elle ne possède aucun pouvoir.
Katai Tayama (田山 花袋, Tayama Katai)
Voix japonaise : Kenichi Suzumura, voix française : Antoni Lo Presti
Ancien membre de l'agence, qui continue à travailler occasionnellement pour elle. Son pouvoir, "Futon", lui permet de prendre le contrôle de n'importe quel appareil électronique, mais il dit ne pouvoir l'utiliser que s'il se sent en sécurité, c'est-à-dire dans son futon. Attiré par les "nadeshiko" (femmes à la beauté naturelle) aux cheveux noirs, Katai sort peu de chez lui, est toujours en pyjama et robe de chambre et ne se sépare jamais de sa couverture pare-balles qu'il appelle "Yoshiko".

### Mafia portuaire
Ryūnosuke Akutagawa (芥 川 龍之介, Akutagawa Ryūnosuke)
Voix japonaise : Kenshō Ono, voix française : Sébastien Hébrant 
Chef de guérilla de la Mafia portuaire.
Sa capacité s'appelle « Rashomon » (羅生門), un manteau qui se transforme en une bête noire, qui peut tout déchirer, même l'espace. Bien que de mauvaise humeur, la mention de Dazai trouvant ses subordonnés à l'Agence plus capables que lui le met énormément en colère, il a de ce fait un sérieux complexe d'infériorité et est jaloux de l'attention que Dazai porte à Atsushi.
On apprendra plus tard qu'il souffre une maladie pulmonaire et que sa dernière volonté est d'au moins obtenir la reconnaissance de Dazai avant de mourir.
Chūya Nakahara (中原 中也, Nakahara Chūya)
Voix japonaise : Kishō Taniyama, voix française : Grégory Praet 
Il est un capitaine de la Mafia portuaire et est aussi l'ancien partenaire de Dazai.
Sa capacité est appelée « Pour le chagrin souillé » (Yogoretsu Chimatsuta Kanashimi ni) , ce qui lui permet de manipuler le vecteur de gravité (ou encore dit l'apesanteur) et la force des objets avec lesquels il est physiquement en contact. Ne se séparant jamais de son chapeau, il est plutôt petit de taille et n'aime pas qu'on le raille à ce sujet, surtout si ce commentaire vient de Dazai. Il était très heureux quand on lui a dit que Dazai avait quitté la Mafia portuaire et ouvert une bouteille du château Pétrus '89. Les origines de Nakahara sont incertaines. Il aurait été tiré d'une dimension par un espion infiltré dans la mafia appelé Arthur Rimbaud. À la suite de l'affrontement avec ce dernier, qui se termina par sa mort, il récupéra son chapeau.
Ichiyō Higuchi (樋 口 一葉, Higuchi Ichiyō)
Voix japonaise : Asami Seto, voix française : Mélanie Dermont (saisons 1-2) puis Dorothée Schoonooghe (saison 3)
Elle est membre de la Mafia portuaire et subordonnée d'Akutagawa, dont elle est secrètement amoureuse. Elle manque d'une capacité mais la compense avec ses compétences au combat.
Motojirō Kajii (梶 井 基 次郎, Kajī Motojirō)
Voix japonaise : Wataru Hatano, voix française : Maxime Donnay
Un membre de la Mafia portuaire qui est un bombardier infâme, même dans la mafia discrète.
Sa capacité est la « bombe au citron » (爆弾, Remonēdo), qui l'empêche d'être blessé par des bombes en forme de citron qu'il fait lui-même.
Ryuurou Hirotsu (広 津 柳浪, Hirotsu Ryurou)
Voix japonaise : Atsushi Ono, voix française : Philippe Résimont
Un homme habillé de manière élégante, il est un commandant de Black Lizard en français : « les lézards noirs », l'escouade de tueur à gages de la mafia.
Sa capacité, « Falling Camellia », envoie des objets volants avec une forte puissance. Il est diligent dans son travail et n'aime pas le comportement non professionnel.
Michizō Tachihara (立 原 道 造, Tachihara Michizou)
Voix japonaise : Yū Hayashi, voix française : Yannick Besson
Un commandant de courte durée de Black Lizard. Il utilise une arme à feu.
Gin (銀)
Voix japonaise : Shiina Natsukawa, voix française : Audrey Devos
Une commandante très calme du groupe Black Lizard. Alors qu'elle était un homme présumé, Dazai a révélé qu'elle était en fait une fille. On apprend plus tard qu'elle est la sœur de Ryunosuke Akutagawa. Elle utilise une arme blanche. Son nom vient du titre de l'une des œuvres d'Akutagawa "O-Gin".
Ougai Mori (森 鴎 外, Mori Ōgai)
Voix japonaise : Mitsuru Miyamoto, voix française : Frédéric Clou
Le chef de la Mafia portuaire. En dépit d'être un patron de mafia, il agit comme un gentleman, étant poli aux alliés et aux ennemis. En tant qu'ancien médecin, il est plus que capable d'utiliser ses connaissances pour blesser les autres.
Sa capacité, « Vita Sexualis » (Uita sekusuarisu), lui permet de matérialiser Elise, et d'en configurer les actions et l'humeur, et lui permettant d'agir comme une distraction ou de le protéger avec des exploits surhumains tels que le vol ou la vitesse extrême.
Elise (エ リ ス, Erisu)
Voix japonaise : Sora Amamiya, voix française : Sofia Abouatmane
Une petite fille à la langue bien pendue qu'Ougai Mori peut invoquer via sa capacité. Bien que sa relation avec Mori ne soit pas claire, elle considère que la mafia dans son ensemble est sa famille. Si elle est tuée, elle disparaît seulement le temps que Mori puisse l'invoquer de nouveau.
Kouyou Ozaki (尾崎 紅葉, Ozaki Kōyō)
Voix japonaise : Ami Koshimizu, voix française : Sandrine Henry
Elle est une dirigeante de la Mafia portuaire et a la capacité, « Golden Demon » (Golden 夜叉, Konjakiyasha), capable de matérialiser un spectre armé d'un sabre comme Kyōka et de le commander à volonté. Elle se soucie profondément de Kyōka et veut qu'elle ait le bonheur qu'elle n'a jamais eu.
Sakunosuke Oda (織田 作 之 助, Oda Sakunosuke)
Voix japonaise : Junichi Suwabe, voix française : Maxime Van Santfoort
Un membre de bas rang de la Mafia portuaire et un ami de Dazai et Ango.
Sa capacité, « Naturel et Franc » (天衣無縫, Ten'imuhō) permet à Oda de prédire l'avenir pendant 5-6 secondes. Son nom est souvent abrégé en « Odasaku » (surnom donné par Dazai). Il voulait finalement quitter la mafia et devenir écrivain, mais le terroriste André Gide a tué les orphelins sous sa garde. Cela l'a fait mener un assaut contre Gide et l'a tué au prix de sa propre vie. Son décès est ce qui a motivé Dazai à quitter la mafia.
Kyūsaku Yumeno (夢 野 久 作, Yumeno Kyūsaku)
Voix japonaise : Haruka Kudō, voix française : Sofia Abouatmane
Aussi nommé « Q ».
Sa capacité « Dogra Magra » (Dogura Magura), est une malédiction de contrôle de l'esprit. Si quelqu'un lui a fait du mal, volontairement ou involontairement, ils tomberont sous la malédiction quand Yumeno déchirera la poupée qu'il porte toujours avec lui. La malédiction fait voir aux gens des illusions qui les rendent hostiles, les forçant généralement à attaquer leurs amis et leurs ennemis de manière imprudente. Après un incident où il a utilisé sa malédiction sur les membres de la Mafia Portuaire, il a été considéré comme trop dangereux et a été emprisonné et torturé.
Ace (エース, Ēsu)
Voix japonaise : Daisuke Ono, voix française : Laurent Vernin
Nommé d'après Alan Bennett. Sa capacité "La folie de Georges III", lui permet de passer un collier à ses subordonnés qui, s'ils le trahissent, transforment sa vie en diamants. Il tente de recruter Dostoïevski contre la mafia portuaire, mais ce dernier, rusé, lui fait croire qu'il l'a emprisonné dans un rêve. Benett se suicide alors croyant pouvoir se réveiller alors qu'il ne fait que se tuer.

### La Guilde
Francis Scott Key Fitzgerald (フランシス・スコット・キー・フィッツジェラルド)
Voix japonaise : Takahiro Sakurai, voix française : Yvan Reekmans
Chef du groupe nord-américain nommé « la guilde ». Riche entrepreneur conscient de faire partie d'une certaine élite.
Sa capacité Fitzgerald le Magnifique lui permet gagner plus de puissance en fonction de l'argent qu'il a dépensé. Il arbore une grande confiance en soi et obtient ce qu'il veut. C'est lui qui a fixé un prix sur la tête d'Atsushi, pensant que ce dernier est la clef pour acquérir un livre capable d'exaucer n'importe quel vœu. A noter que ce livre est aussi convoité par Dostoïevski.
Lucy Maud Montgomery (ルーシー・モード・モンゴメリ)
Voix japonaise : Kana Hanazawa, voix française : Esther Aflalo
Elle est un membre subordonné de la guilde. Également orpheline elle aussi a subi le même traumatisme qu'Atsushi, même si elle ne s'est jamais rétablie comme lui l'a fait. Cela a conduit Lucy à développer une personnalité psychotique, tout en développant une dépendance vis-à-vis de la guilde car elle pense que personne d'autre n'est prêt à l'accepter. Elle finit par tomber amoureuse d'Atsushi et quitte la guilde pour devenir serveuse dans le café fréquenté par les membres de l'agence.
Son pouvoir se nomme « Anne of Abyssal Red » (référence à "Anne, la Maison aux Pignons verts") et lui permet de créer une réalité alternative connue sous le nom de « Anne's Room », dans laquelle les gens sont emprisonnés s'ils sont pris en flagrant délit par Anne the Monster.
Margaret Mitchell (マーガレット・ミッチェル)
Voix japonaise : Kaori Nazuka, voix française : Aurélie Castin
Une membre de la guilde qui fait équipe avec Nathaniel Hawthorne. Le tempérament de Margaret ne peut être décrit que comme arrogant, enclin à mépriser quiconque autour d'elle, qu'ils soient amis ou ennemis. Son pouvoir s'appelle « Gone with the Wind », ce qui lui permet de littéralement de contrôler tout objet pris dans le vent. On ignore s'il existe des limites à son pouvoir.
Nathaniel Hawthorne (ナサニエル・ホーソーン)
Voix japonaise : Tarusuke Shingaki, voix française : Simon Duprez
Un membre de la guilde et partenaire de Margaret Mitchell. Un homme de dieu qui porte toujours une Bible avec lui, Nathaniel croit qu'il est de son devoir de punir les pécheurs de ce monde. En conséquence, il est souvent arrogant quand il « juge » les gens et a tendance à se quereller avec Margaret. Le pouvoir de Nathaniel s'appelle The Scarlet Letter, ce qui lui permet de convertir son propre sang en mots sacrés et de les contrôler. Ils peuvent être tirés comme des balles ou construits comme bouclier pour détourner l’attaque de l’ennemi. Après que Margaret soit tombée dans le coma, il est manipulé par Dostoïevskï qui lui fait croire qu'il pourra sauver sa partenaire en échange de sa collaboration.
John Steinbeck (ジョン・スタインベック)
Voix japonaise : Kengo Kawanishi, voix française : Bruno Borsu
Un membre de la guilde et partenaire de H. P. Lovecraft. Steinbeck est un garçon de ferme détendu et décontracté issu d'une grande famille d'agriculteurs d'Amérique du Nord. Il a rejoint la guilde pour les soutenir financièrement. En dépit de la personnalité décontractée de Steinbeck, il peut être très froid envers ses ennemis, comme lorsqu'il a tourmenté calmement le capturé. Q. Le pouvoir de Steinbeck s'appelle The Grapes of Wrath. Toute plante avec une branche de raisin greffée peut être contrôlée librement par Steinbeck comme si elle faisait partie de son propre corps.
Howard Phillips Lovecraft (ハワード・フィリップス・ラヴクラフト)
Voix japonaise : Shunsuke Takeuchi, voix française : Bernard Grand
Un membre de la guilde et partenaire de John Steinbeck. Homme plutôt étrange d'une vingtaine d'années, Lovecraft a tendance à se laisser distraire par les choses les plus inhabituelles comme les grains de bois. Bien que ce ne soit jamais dit clairement dans la série, Lovecraft laisse entendre que son pouvoir « The Great Old Ones » n'est pas un pouvoir réel car Dazai était incapable de l'annuler. Lorsqu'il est complètement activé, The Great Old Ones transforme Lovecraft en un puissant monstre tentaculaire (similaire à Cthulhu qui est une créature emblématique de l'œuvre de Lovecraft) qui ne peut être endommagé qu'à l'intérieur de son corps. Tous ces indices laissent croire que Lovecraft n'est en réalité pas un humain.
Mark Twain (マーク・トウェイン)
Voix japonaise : Hiroyuki Yoshino, voix française : Sébastien Hébrant
Un membre de la guilde et son pouvoir s'appelle « Huckleberry Finn et Tom Sawyer », une capacité qui prend les formes des poupées connues sous le nom de Huck Finn et Tom Sawyer. C'est un tireur d’élite et grâce à Huck et Tom, sa visée est meilleure.
Louisa May Alcott (ルイーザ・メイ・オルコット)
Voix japonaise : Hikaru Ueda, voix française : Jil Theunissen
Une membre de la guilde dont le pouvoir se nomme « Les quatre filles du docteur March», qui lui permet de ralentir le déroulement du temps lorsqu'elle pense être dans une pièce privée. Son attitude timide la fait travailler comme stratège. Elle n'a jamais utilisé ses capacités pour elle-même et est complètement dévouée à Fitzgerald.
Herman Melville (ハーマン・メルヴィル)
Voix japonaise : Takayuki Sugō, voix française : Patrick Waleffe
Un membre ancien de la guilde dont le pouvoir est « Moby-Dick », qui une fois invoqué prend la forme d'un dirigeable gigantesque en forme de baleine blanche. Herman était le chef de la guilde par le passé.
Edgar Allan Poe (エドガー・アラン・ポー)
Voix japonaise : Toshiyuki Morikawa, voix française : Alexandre Crépet
Un membre de la guilde ayant un pouvoir nommé « chat noir dans la rue morgue ». Son pouvoir lui permet de faire vivre à un lecteur les événements qui se passent dans le livre qu'il lit. Son plus grand rêve est d'écrire un roman avec une enquête impossible à résoudre pour Ranpo, qui est d'ailleurs son plus fort rival. Il a aussi un animal de compagnie qui est un raton laveur appelé Karl.

### Les Rats de la Maison des Morts
Fiodor Dostoïevski (フョードル・ドストエフスキー, Fuyōdoru Dosutoefusukī)
Voix japonaise : Akira Ishida, voix française : David Manet
Le chef d'une organisation terroriste appelée La maison des rats de la mort. Son pouvoir "Crime et châtiment" lui permet de tuer toute personne qu'il touche, mais il l'utilise rarement, préférant manipuler ses ennemis pour les attirer dans des pièges mortels. Son intelligence lui permet de rivaliser avec des détectives tels que Rampo ou Dazai. Il est révélé qu'il fait aussi partie des Anges de la décomposition sous le pseudonyme "Le diable du nord".
Alexandre Pouchkine (アレクサンダー・プシュキン, Arekusandā Pushukin)
Voix japonaise : Daisuke Kirii, voix française : Maxime Van Santfoort
Surnommé le maître du virus. Son pouvoir "Le festin en temps de peste" lui permet de contaminer une personne avec un virus appelé "cannibalisme" qui finit par tuer son porteur, à moins que les victimes ne s'affrontent entre elles.
Ivan Goncharov (イバン・ゴンチャロフ, Iban Goncharofu)
Voix japonaise : Kōsuke Toriumi, voix française : Bruno Mullenaerts
Son pouvoir, "le ravin", lui permet de manipuler les structures géologiques.
Mushitaro Oguri (小栗 虫太郎, Oguri Mushitarō)
Voix japonaise : Takeshi Kusao, voix française : Maxym Anciaux
Membre de la maison des rats depuis qu'il a été extrait d'une cellule de la mafia portuaire par Dostoïevskï. Son pouvoir "Crime parfait", lui permet d'effacer les traces laissées par un assassin sur une scène de crime. Il a une passion pour les livres sur l'occultisme.

### Anges en décomposition
Nicolas Gogol (ニコライ・ゴーゴリ, Nikorai Gōgori)
Voix japonaise : Takehito Koyasu, voix française : Matthieu Meunier
Surnommé "Le bouffon", c'est un personnage assez excentrique, qui aime beaucoup mettre en scène ses apparitions. Son pouvoir lui permet de créer des portails de téléportation pour attaquer ou capturer ses adversaires, ou pour se mettre lui-même en sécurité.
Sigma (シグマ, Shiguma)
Voix japonaise : Shōya Chiba, voix française : Thibault Siplet
Il tient un casino volant qu'il est prêt à tout pour conserver, y compris en se lançant dans un combat perdu d'avance. Il a une mémoire exceptionnelle. Son pouvoir, dont on ignore le nom, lui permet de lire dans l'esprit d'une personne récemment décédée en la touchant. Amnésique, il ne sait rien de sa véritable identité et travaille pour les anges parce que ceux-ci lui ont donné un foyer.
Bram Stoker (ブラム・ストーカ, Buramu Sutōkā)
Voix japonaise : Kenjiro Tsuda
Un homme devenu vampire, autrefois vaincu par Kamui, et dont il ne reste que la tête et une partie du torse. Il est conservé dans un cercueil par son chef qui se sert de lui comme d'une arme. Son pouvoir lui permet de transmettre (par morsure) un virus qui transforme les humains en vampires. Il a plusieurs surnoms : Le comte des terres du nord ou la dixième plaie d’Égypte.
Kamui
Leader des anges en décomposition qui œuvrent à provoquer la fin du monde.

### Chiens de chasse
Ōchi Fukuchi (福地 桜痴, Fukuchi Ōchi)
Voix japonaise : Akio Otsuka, voix française : Jean-Marc Delhausse
Commandant des chiens de chasse, un groupe de soldats d'élite, tous dotés de capacités exceptionnelles mais tenus par le gouvernement par un remède qui les maintient en vie. Ils sont chargés de traquer les criminels les plus dangereux. Sa capacité "Le miroir du lion", lui permet de multiplier par cent la puissance de toute arme qu'il tient.
Il est le véritable chef des anges en décomposition, information qu'il cache aux autres chiens de chasse.
Teruko Ōkura (大倉燁子, Ōkura Teruko)
Voix japonaise : Makoto Koichi, voix française : Laëtitia Liénart
Vice-commandant des chiens de chasse. Sa capacité "Le souffle de l'âme", lui permet de manipuler son âge ou celui des autres. De ce fait, elle est redoutée autant de ses amis que de ses ennemis. Elle se charge souvent des interrogatoires, vieillissant sa victime de façon à la faire souffrir sans lui accorder le coup de grâce.
Saigiku Jōno (條野 採菊, Jōno Saigiku)
Voix japonaise : Yuki Kaji, voix française : Bruno Mullenaerts (saisons 3-4) puis Stéphane Oertli (saison 5)
Un chien de chasse qui fait régulièrement équipe avec Tetchō Suehiro. Il est aveugle, mais ses autres sens sont très aiguisés. Sa capacité "Des larmes qui n'ont pas de prix", lui permet de désintégrer son corps en atomes et de les manipuler.
Tetchō Suehiro (末広 鐵腸, Suehiro Tetchō)
Voix japonaise : Yōhei Azakami, voix française : Benjamin Thomas
Partenaire de Saigiku Jōno, avec qui il s'entend difficilement. Sa capacité, "Fleurs de prunier sous la neige", lui permet d'agrandir, parfois de façon démesurée, et de changer la forme de son sabre pour atteindre une cible qui se croit hors de portée.
Le cinquième chien
Son identité n'est officiellement pas connue, car il est infiltré dans la mafia portuaire. Sa capacité, "Memento de l'hiver", lui permet de manipuler le métal. Il est révélé qu'il s'agit en réalité de Michizō Tachihara.

### Autres personnages
Ango Sakaguchi (坂口安吾, Sakaguchi Ango)
Voix japonaise : Jun Fukuyama, voix française : Yannick Besson
Un fonctionnaire dont le pouvoir se nomme « Discours on Decadence » qui lui permet de lire l'histoire des objets qui se trouvent dans son champ de vision. Ango a travaillé une fois comme agent de renseignement de la mafia Portuaire, mais il était sous les ordres du gouvernement pour espionner les activités de la mafia.
André Gide (アンドレ・ジッド)
Voix japonaise : Shinichiro Miki, voix française : Michel Hinderyckx
Il était le chef d'une organisation criminelle européenne connue sous le nom de Mimic. Comme Sakunosuke, sa capacité, « Strait is the Gate », lui permet de voir quelques secondes dans le futur. Un ancien soldat trahi par son pays, il voulait une mort glorieuse et a tué les proches d'Oda pour le pousser au désespoir. Ils s'entretuent dans un long duel.

## Manga
Le manga Bungo Stray Dogs, écrit par Kafka Asagiri et dessiné par Sango Harukawa, est prépublié depuis le 4 décembre 2012 dans le magazine Young Ace. Le premier volume relié est publié par Kadokawa Shoten le 4 avril 2013. La version française est publiée par Ototo à partir de février 2017.
Plusieurs séries dérivées ont également vu le jour, comme Bungo Stray Dogs: Wan!, Bungo Stray Dogs: Another Story - Yukito Ayatsuji vs. Natsuhiko Kyogoku  ou Bungo Stray Dogs: BEAST.

### Liste des volumes
| no | Japonais         | Japonais          | Français          | Français          |
| no | Date de sortie   | ISBN              | Date de sortie    | ISBN              |
| --- | ---------------- | ----------------- | ----------------- | ----------------- |
| 1 | 2 avril 2013     | 978-4-04-120673-7 | 3 février 2017    | 978-2-37717-000-5 |
| 2 | 1er août 2013    | 978-4-04-120835-9 | 3 février 2017    | 978-2-37717-001-2 |
| 3 | 4 décembre 2013  | 978-4-04-120952-3 | 21 avril 2017     | 978-2-37717-011-1 |
| 4 | 4 avril 2014     | 978-4-04-121093-2 | 9 juin 2017       | 978-2-37717-032-6 |
| 5 | 4 août 2014      | 978-4-04-101539-1 | 29 septembre 2017 | 978-2-37717-059-3 |
| 6 | 4 décembre 2014  | 978-4-04-101540-7 | 8 décembre 2017   | 978-2-37717-073-9 |
| 7 | 2 mai 2015       | 978-4-04-102915-2 | 23 février 2018   | 978-2-37717-092-0 |
| 8 | 4 septembre 2015 | 978-4-04-102916-9 | 18 mai 2018       | 978-2-37717-114-9 |
| 9 | 29 décembre 2015 | 978-4-04-102917-6 | 30 novembre 2018  | 978-2-37717-143-9 |
| Extra : Le tome 9 (ISBN 978-4-04-103333-3) est sorti en édition limitée contenant un bracelet.           |                  |                   |                   |                   |
| 10 | 4 juin 2016      | 978-4-04-104283-0 | 22 février 2019   | 978-2-37717-165-1 |
| 11 | 4 octobre 2016   | 978-4-04-104286-1 | 26 avril 2019     | 978-2-37717-196-5 |
| 12 | 4 avril 2017     | 978-4-04-104287-8 | 30 août 2019      | 978-2-37717-223-8 |
| 13 | 4 août 2017      | 978-4-04-105041-5 | 31 octobre 2019   | 978-2-37717-242-9 |
| Extra : Le tome 13 (ISBN 978-4-04-105042-2) est sorti en édition limitée contenant un épisode OAV.       |                  |                   |                   |                   |
| 14 | 4 décembre 2017  | 978-4-04-106394-1 | 31 janvier 2020   | 978-2-37717-272-6 |
| 15 | 4 juin 2018      | 978-4-04-106935-6 | 5 juin 2020       | 978-2-37717-300-6 |
| 16 | 4 décembre 2016  | 978-4-04-106936-3 | 28 août 2020      | 978-2-37717-327-3 |
| Extra : Le tome 16 (ISBN 978-4-04-107310-0) est sorti en édition limitée contenant un support acrylique. |                  |                   |                   |                   |
| 17 | 1er mai 2019     | 978-4-04-108133-4 | 20 novembre 2020  | 978-2-37717-356-3 |
| 18 | 28 décembre 2019 | 978-4-04-108134-1 | 27 août 2021      | 978-2-37717-369-3 |
| 19 | 3 juillet 2020   | 978-4-04-109470-9 | 29 octobre 2021   | 978-2-37717-401-0 |
| 20 | 4 décembre 2020  | 978-4-04-109471-6 | 25 février 2022   | 978-2-37717-448-5 |
| 21 | 3 août 2021      | 978-4-04-111355-4 | 24 juin 2022      | 978-2-37717-469-0 |
| 22 | 4 mars 2022      | 978-4-04-112192-4 | 27 janvier 2023   | 978-2-37717-500-0 |
| 23 | 28 décembre 2022 | 978-4-04-112864-0 | 23 février 2024   | 978-2-37717-564-2 |
| 24 | 4 septembre 2023 | 978-4-04-113910-3 |                   |                   |
| 25 | 4 juin 2024      | 978-4-04-115002-3 |                   |                   |
| 26 | 4 février 2025   | 978-4-04-115937-8 |                   |                   |
| 27 | 4 septembre 2025 | 978-4-04-116525-6 |                   |                   |

## Light novel
Huit light novels, apportant des éclaircissements sur l'univers du manga via des histoires inédites, ont été publiés par Kadokawa Shoten depuis le 1er avril 2014.

## Anime
L'adaptation en anime est annoncée en août 2015. La série est réalisée au sein du studio Bones par Takuya Igarashi, sur un scénario de Yōji Enokido et des compositions de Taku Iwasaki. Elle est diffusée à partir du 6 avril 2016 sur Tokyo MX au Japon et en simulcast sur Crunchyroll dans les pays francophones. Les douze premiers épisodes (saison 1) sont diffusés entre avril et juin 2016, et les douze suivants (saison 2) entre octobre et décembre 2016. Un OVA est ensuite commercialisé avec l'édition limitée du tome 13 en août 2017.
Un film d'animation intitulé Bungo Stray Dogs: Dead Apple est diffusé le 3 mars 2018.
Une troisième saison de douze épisodes est diffusée du 12 avril au 29 juin 2019. Une quatrième saison, annoncée le 7 novembre 2021, est diffusée à partir du 4 janvier 2023. Une cinquième saison, annoncée le 29 mars 2023, est diffusé du 12 juillet au 20 septembre 2023.

### Liste des épisodes

#### Saison 1
| No | Titre français                        | Titre japonais                                          | Titre japonais                                                        | Date de 1re diffusion |
| No | Titre français                        | Kanji                                                   | Rōmaji                                                                | Date de 1re diffusion |
| --- | ------------------------------------- | ------------------------------------------------------- | --------------------------------------------------------------------- | --------------------- |
| 1 | Les voies du tigre sont impénétrables | 人生万事塞翁が虎                                        | Jinsei Banji Saiō ga Tora                                             | 7 avril 2016          |
| Atsushi Nakajima est sur le point de mourir de faim près d'une rivière. Alors qu'il décide de recourir au vol afin de survivre, il fait la rencontre inopinée d'un homme qui tente de se noyer quelques mètres plus loin. L'homme, se révélant sous le nom de Dazai, lui révèle qu'ils font partie d'une agence de police assez spéciale. |                                       |                                                         |                                                                       |                       |
| 2 | La bombe                              | 或る爆弾                                                | Aru Bakudan                                                           | 14 avril 2016         |
| Atsushi se réveille dans un endroit qui ne lui est pas familier. À peine réveillé, il reçoit un appel de Dazai, ce dernier lui demandant de sortir au plus vite pour l'aider à s'occuper d'une situation urgente… Plus tard, un "terroriste" menace de faire sauter l'Agence.                                                             |                                       |                                                         |                                                                       |                       |
| 3 | Yokohama Gangster Paradise            | ヨコハマ ギャングスタア パラダヰス                      | Yokohama Gyangusuta Paradaisu                                         | 21 avril 2016         |
| Après toute la scène qui s'est déroulée à l'Agence, Tanizaki présente ses excuses à Atsushi. Alors que ce dernier essaie de trouver les anciens métiers de ses nouveaux collègues, une mystérieuse femme débarque à l'Agence avec une certaine mission à leur confier.                                                                    |                                       |                                                         |                                                                       |                       |
| 4 | Le chagrin d'un fataliste             | 運命論者の悲み                                          | Unmeironsha no Himi                                                   | 28 avril 2016         |
| Une fois de plus, Atsushi s'est transformé en tigre et a perdu le contrôle de son corps. Il se réveille avec Kunikida à ses côtés, ce dernier lui expliquant la situation dans laquelle l'Agence se trouve par sa faute. Désemparé, il décide de la défendre à sa façon.                                                                  |                                       |                                                         |                                                                       |                       |
| 5 | Murder on D Street                    |                                                         |                                                                       | 5 mai 2016            |
| Après l'attaque des lézards noirs à l'Agence, Kunikida envoie Atsushi assister l'un de leurs collèges, Ranpo, que l'on a appelé pour aider sur une enquête de meurtre. Ce dernier, avec sa Super hypothèse, aurait le pouvoir le plus puissant de l'Agence…                                                                               |                                       |                                                         |                                                                       |                       |
| 6 | L'apôtre bleu                         | 蒼の使徒                                                | Ao no Shito                                                           | 12 mai 2016           |
| Kunikida, Dazai et Atsushi enquêtent sur des disparitions à Yokohama. Seulement, cela ne se limite pas à une simple enquête : en vérifiant la source d'un tuyau, un nom étrangement similaire au Roi bleu apparaît… |                                       |                                                         |                                                                       |                       |
| 7 | Chérir la maladie de l'idéal          | 理想という病を愛す                                      | Risō to Iu Yamai wo Aisu                                              | 19 mai 2016           |
| Après avoir lu la demande de l'Apôtre bleu, l'Agence déploie tous ses agents afin de partir à la recherche de la bombe. Cependant, la clé pour la désamorcer est retenue par de nouveaux ennemis qui ont plus d'un tour dans leur sac. |                                       |                                                         |                                                                       |                       |
| 8 | Tuer et mourir                        | 人を殺して死ねよとて                                    | Hito wo Koroshite Shine yo tote                                       | 26 mai 2016           |
| Akiko Yosano est le médecin attitré de l’Agence, où tout le monde la craint. Atsushi, bon gré mal gré, l’accompagne faire du shopping, mais la mafia portuaire va venir perturber leur petite promenade. |                                       |                                                         |                                                                       |                       |
| 9 | La beauté est une statue de pierre    | うつくしき人は寂として石像の如く                        | Utsukushiki Hito wa Sabi to Shite Sekizō no Gotoku                    | 2 juin 2016           |
| Après avoir été sauvée par Atsushi, Kyôka se confie à ce dernier ainsi qu'à Kunikida et révèle l'identité de celui qui lui donnait des ordres. Cependant, elle reste un assassin recherché par la police et une traîtresse que la mafia ne manquera pas d'éliminer… Atsushi, va devoir décider de son sort.                               |                                       |                                                         |                                                                       |                       |
| 10 | Rashōmon et le Tigre                  | 羅生門と虎                                              | Rashōmon to Tora                                                      | 9 juin 2016           |
| Atsushi se réveille en pleine mer sur un bateau et doit faire face aux menaces d'Akutagawa. Kyôka fait son possible pour aider notre ami à s'échapper, mais sans son pouvoir, elle est affaiblie. Dazai, de son côté, calme son vieil ami avant de retourner à ses manigances…                                                            |                                       |                                                         |                                                                       |                       |
| 11 | "Ce travail n'est pas fait pour elle" | 其の一『彼女には向かない職業』。 其の二『有頂天探偵社』 | Sono Ichi, 'Kanojo ni Mukanai Shokugyō'. Sono Ni, 'Uchōten Tanteisha' | 16 juin 2016          |
| Akutagawa est dans un état grave après son combat contre Atsushi. Higuchi tente de le protéger. Pendant ce temps, Atsushi se voit confier une mission avec Kenji. |                                       |                                                         |                                                                       |                       |
| 12 | Continuellement poussé vers le passé  | たえまなく過去へ押し戻されながら                        | Taemanaku Kako e Oshimodosare nagara                                  | 23 juin 2016          |
| Alors qu'Atsushi s'habitue à la routine de l'Agence, un nouvel ennemi apparaît. Ce dernier ne tarde pas à s'en prendre aux détectives, et tout particulièrement à l'un d'eux. Atsushi et Tanizaki partent donc à la recherche de leur ami.                                                                                                |                                       |                                                         |                                                                       |                       |

#### Saison 2
| No | Titre français                                                            | Titre japonais                                           | Titre japonais                                                              | Date de 1re diffusion |
| No | Titre français                                                            | Kanji                                                    | Rōmaji                                                                      | Date de 1re diffusion |
| --- | ------------------------------------------------------------------------- | -------------------------------------------------------- | --------------------------------------------------------------------------- | --------------------- |
| 1 | Une sombre époque                                                         | 黒の時代                                                 | Kuro no Jidai                                                               | 6 octobre 2016        |
| Avant de rejoindre l'Agence, Dazai était l'un des capitaines de la Mafia Portuaire et n'avait que deux amis proches : Sakunosuke Oda et Ango Sakaguchi. Un jour, Sakaguchi disparaît sans laisser de traces. Ne pouvant se permettre de perdre leur informateur, Mori Ôgai, le parrain de la Mafia, décide d'envoyer Oda à sa recherche. Pendant ce temps, l'une des principales armureries de la Mafia est attaquée par une mystérieuse organisation. |                                                                           |                                                          |                                                                             |                       |
| 2 | Là où on ne peut plus retourner                                           | 戻れない場所                                             | Modorenai Basho                                                             | 13 octobre 2016       |
| Le flash-back continue avec la traque de l'organisation criminelle qui en a après la mafia portuaire. Odasaku est toujours à la recherche d'Ango. |                                                                           |                                                          |                                                                             |                       |
| 3 | Un jour, j'aurai vue sur la mer                                           | いつか海の見える部屋で                                   | Itsuka Umi no Mieru Heya de                                                 | 20 octobre 2016       |
| Des informations sur le leader de Mimic et son pouvoir sont révélées, tout comme sur l'autre faction qui se cache derrière Ango… Dazai et Oda ne savent toujours pas où cela va les mener, mais Mimic pousse ce dernier à prendre une décision importante… |                                                                           |                                                          |                                                                             |                       |
| 4 | Bungo Stray Dogs                                                          | 文豪ストレイドッグス                                     | Bungō Sutorei Doggusu                                                       | 27 octobre 2016       |
| Odasaku a enfin pris sa décision. Pendant qu'il se dirige droit vers le commandant de Mimic, Dazai essaie de convaincre le boss de la mafia portuaire de préparer une équipe pour sauver son ami. Cependant, il apprend par cet entretien l'identité de celui qui tirait les ficelles dans l'ombre... |                                                                           |                                                          |                                                                             |                       |
| 5 | La triade des sociétés                                                    | 社競合                                                   | San Shakyōgō                                                                | 3 novembre 2016       |
| De retour au présent, Kyôka, nouvelle recrue de l'Agence, se voit confier sa toute première mission en tant que membre des détectives armés. Cette dernière n'étant pas habituée aux missions sans effusion de sang a du mal à en venir à bout. |                                                                           |                                                          |                                                                             |                       |
| 6 | The Strategy of Conflict                                                  | 紛争の戦略                                               | Funsō no Senryaku                                                           | 10 novembre 2016      |
| De retour au présent, Kyôka, nouvelle recrue de l'Agence, se voit confier sa toute première mission en tant que membre des détectives armés. Cette dernière n'étant pas habituée aux missions sans effusion de sang a du mal à en venir à bout. |                                                                           |                                                          |                                                                             |                       |
| 7 | Will of Tycoon                                                            | ウィル・オブ・タイクーン                                 | Wiru Obu Taikūn                                                             | 17 novembre 2016      |
| John et Lovecraft sont à la recherche de Naomi et Haruno, les employées de bureau de l'Agence. Grâce à son pouvoir, John peut les localiser et parvient à les capturer. C'est alors que Kunikida et Tanizaki, deux détectives de l'Agence, font leur entrée et se frottent aux deux membres de la Guilde. |                                                                           |                                                          |                                                                             |                       |
| 8 | Le cerveau peut se tromper                                                | 頭は間違うことがあっても                                 | Atama wa Machigau Koto ga Atte mo                                           | 24 novembre 2016      |
| Francis, le chef de la Guilde, a enfin mis la main sur Atsushi qu'il convoitait tant. Du moins, c'est ce qu'il croit avant l'arrivée de Kyôka, cette dernière étant bien déterminée à sauver son ami. |                                                                           |                                                          |                                                                             |                       |
| 9 | Double noir                                                               | 双つの黒                                                 | Sōtsu no Kuro                                                               | 1 décembre 2016       |
| Atsushi fait part de son idée d'alliance à Fukuzawa. Ce dernier semble d'accord de rencontrer le parrain de la mafia portuaire pour discuter. Alors que cette rencontre laisse place à quelques frictions, Dazai et Chûya se retrouvent face à la guilde pour sauver Q et empêcher un autre massacre. |                                                                           |                                                          |                                                                             |                       |
| 10 | Partie 1: Poe et Ranpo / Partie 2: La baleine blanche dans la mer céleste | 其の一『ポオと乱歩』/ 其の二『天の海をゆく白鯨のありて』 | Sono Ichi: Poo to Ranpo / Sono Ni: Ten no Umi o Yuku Shiro Kujira no Ari te | 8 décembre 2016       |
| Poe est déterminé à défier Ranpo dans un duel où le plus intelligent l'emportera. Au même moment, Dazai décide d'envoyer Atsushi en mission d'infiltration que lui seul peut mener à bien. Cependant, un ennemi qu'il connaît bien croise encore une fois son chemin. |                                                                           |                                                          |                                                                             |                       |
| 11 | Rashōmon, le tigre et le dernier magnat                                   | 羅生門と虎と最後の大君                                   | Rashōmon to Tora to Saigo no Taikun                                         | 15 décembre 2016      |
| Akutagawa, Atsushi et Francis se confrontent, alors que Moby Dick n'est qu'à une dizaine de minutes de s'écraser sur le centre-ville de Yokohama. |                                                                           |                                                          |                                                                             |                       |
| 12 | Si je peux enfin me débarrasser de ce fardeau                             | 若し今日この荷物を降ろして善いのなら                     | Moshi Kyō Kono Nimotsu o Oroshi te Yoi no nara                              | 22 décembre 2016      |
| L'issue du combat final opposant Atsushi et Akutagawa à Francis se rapproche de la fin. Kyoka décide de se sacrifier pour empêcher Moby Dick de s'écraser sur Yokohama. |                                                                           |                                                          |                                                                             |                       |
| 13 (OAV) | Le marcheur solitaire                                                     | 独り歩む                                                 | Hitori Ayumu                                                                | 04 août 2017          |
| Comme d'habitude, l'emploi du temps de Kunikida est très chargé. En se rendant à la gare, il aperçoit un homme donner une mallette à une jeune fille. Cependant, avant de partir, il apprend de Tanizaki qu'une étrange personne donne des mallettes piégées aux passants. |                                                                           |                                                          |                                                                             |                       |

#### Saison 3
| No | Titre français                                       | Titre japonais                          | Titre japonais                                 | Date de 1re diffusion |
| No | Titre français                                       | Kanji                                   | Rōmaji                                         | Date de 1re diffusion |
| --- | ---------------------------------------------------- | --------------------------------------- | ---------------------------------------------- | --------------------- |
| 1 | Dazai et Chûya à leurs 15 ans                        | 太宰、中也、十五歳                      | Dazai, Chūya, Jūgo-Sai                         | 12 avril 2019         |
| Nous sommes un an avant la fameuse « lutte pour la tête », quand Dazai faisait partie de la mafia portuaire et rencontrait enfin Chûya, à l’époque roi des Brebis et principal adversaire de l’organisation mafieuse.                                        |                                                      |                                         |                                                |                       |
| 2 | L’entrée du dieu furieux                             | 荒神は今                                | Aragami wa Ima                                 | 19 avril 2019         |
| Dazai et Chûya sont interceptés par la GSS. Il ne leur faudra pas bien longtemps pour continuer leur enquête et interroger le seul individu capable d’apporter des réponses à leurs questions.                                                               |                                                      |                                         |                                                |                       |
| 3 | Seul un diamant peut en polir un autre               | 太宰、中也、十五歳                      | Daiya wa Daiya-de Shika                        | 26 avril 2019         |
| Chûya avoue qu’il n’est autre que Arahabaki. Le jeune ténébreux n’aura d’autre choix que de s’allier à Dazai pour affronter Randô. Toutefois, ce dernier montrera rapidement l’étendue de son superpouvoir.                                                  |                                                      |                                         |                                                |                       |
| 4 | Le crime est l'œuvre de Dieu                         | 咎与うるは神の業                        | Toga Ataeru wa Kami no Gō                      | 3 mai 2019            |
| La mafia portuaire envoie son 5e capitaine, connu sous le nom d’Ace, pour s’occuper du cas de Fiodor. Toutefois, ledit capitaine n’a pas l’entière confiance de ses semblables, et peut-être pas à tort.                                                     |                                                      |                                         |                                                |                       |
| 5 | Slap the Stick & Addict                              |                                         |                                                | 10 mai 2019           |
| Les membres de l’Agence des détectives armés sont tous, ou presque, au bout du rouleau depuis leur lutte contre la Guilde. Mais Atsushi tient à les rappeler à l’ordre : de nouvelles organisations veulent en profiter pour occuper le devant de la scène ! |                                                      |                                         |                                                |                       |
| 6 | Partie 1, Cherrirs / Partie 2, Le portrait d’un père | 其の一「ヘルリス！」 其の二「父の肖像」 | Sono Ichi 'Herurisu!' Sono Ni 'Chichi no Shōzō | 17 mai 2019           |
| Dans un premier temps, Atsushi et Kyôka ont pour mission de trouver une certaine mallette en argent. Dans un deuxième temps, Atsushi se voit confier une enquête à la place de Ranpo. Celle-ci sera étrangement liée à son passé.                            |                                                      |                                         |                                                |                       |
| 7 | Fitzgerald Rising                                    | フィッツジェラルド・ライジング          | Fittsujerarudo・Raijingu                       | 24 mai 2019           |
| Louisa, membre fidèle de la Guilde, se retrouve dans les quartiers pauvres, à la recherche de son ancien directeur. Ce dernier semble bien avoir survécu à son combat contre Atsushi et Akutagawa.                                                           |                                                      |                                         |                                                |                       |
| 8 | L'assassin masqué                                    | 仮面ノ暗殺者                            | Kamen no Ansatsusha                            | 31 mai 2019           |
| Fukuzawa, le chef de l’Agence, se fait attaquer par un ennemi masqué. Le mystérieux individu sévit de plus en plus en ville et s’en prend à tous ceux qui détiennent un pouvoir, notamment les gros bonnets.                                                 |                                                      |                                         |                                                |                       |
| 9 | Cannibalisme (partie 1)                              | 共喰い(其の一)                          | Tomogui (Sono Ichi)                            | 7 juin 2019           |
| Pour sauver leur chef respectif, la mafia portuaire et l’Agence n’ont d’autre choix que de s’affronter. Cependant, les détectives ont plus d’un tour dans leur sac et tenteront de régler cette histoire sans bain de sang.                                  |                                                      |                                         |                                                |                       |
| 10 | Cannibalisme (partie 2)                              | 共喰い(其の二)                          | Tomogui (Sono Ni)                              | 14 juin 2019          |
| L’Agence est au pied du mur. Leur chef a ordonné de ne pas affronter la mafia portuaire, mais s’ils veulent sauver ce dernier, ils n’auront pourtant pas le choix. Toutefois, peut-être que Katai sera la clé pour débusquer Fiodor ?                        |                                                      |                                         |                                                |                       |
| 11 | Cannibalisme (partie 3)                              | 共喰い(其の三)                          | Tomogui (Sono San)                             | 21 juin 2019          |
| Fukuzawa et Mori s’affrontent, isolés de tous. Leur passé commun les mettra à rude épreuve, d’autant plus que l’activation du virus projetant le Cannibalisme est proche d’arriver à son terme…                                                              |                                                      |                                         |                                                |                       |
| 12 | Écho – Funérailles                                   | 回向                                    | Ekō                                            | 28 juin 2019          |
| Atsushi et Akutagawa, en duo contre leur gré, sont à la poursuite du maître du virus. Toutefois, celui-ci sera aidé d’Ivan, qui obéit au doigt et à l’œil à Fiodor, lui-même ayant toujours un coup d’avance…                                                |                                                      |                                         |                                                |                       |

#### Saison 4
| No | Titre français                                                               | Titre japonais              | Titre japonais                                 | Date de 1re diffusion |
| No | Titre français                                                               | Kanji                       | Rōmaji                                         | Date de 1re diffusion |
| --- | ---------------------------------------------------------------------------- | --------------------------- | ---------------------------------------------- | --------------------- |
| 1 | L’épéiste solitaire et le célèbre détective                                  | 孤剣士と名探偵              | Ko Kenshi to Meitantei                         | 4 janvier 2023        |
| Nous voici revenus aux origines de l’Agence, quand Yukichi Fukuzawa n’était qu’un loup solitaire louant ses services et déterminé à le rester, jusqu’à ce qu’il croise la route d’un orphelin à la langue bien pendue qui ne se doute pas de l’or qu'il a entre les mains.                             |                                                                              |                             |                                                |                       |
| 2 | Le monde visible est chimère, la réalité se trouve dans les rêves de la nuit | 晝は夢, 夜ぞ現              | Hiru wa Yume, Yozo Utsutsu                     | 11 janvier 2023       |
| Fukuzawa et Ranpo assistent à la représentation, mais l’adolescent sort de ses gonds devant le manque de sens critique du public. Fukuzawa comprend alors qu’il se sent profondément inadapté à un monde qu’il ne comprend pas, et pour l’aider, il va avoir une idée de génie.                        |                                                                              |                             |                                                |                       |
| 3 | Les secrets de la fondation de l’Agence                                      | 探偵社設立秘話              | Tanteisha Setsuritsu Hiwa                      | 18 janvier 2023       |
| Après le départ de Ranpo pour le poste de police, Fukuzawa fait le lien entre les réflexions qu’il avait livrées à la directrice du théâtre et le meurtre de l’auteur de la pièce. L’affaire, il le comprend soudain, est bien plus complexe qu’attendu, et Ranpo s’est volontairement mis en danger.  |                                                                              |                             |                                                |                       |
| 4 | Le meurtrier et le meurtre parfaits (1re partie)                             | 完璧な殺人と殺人者 (其の一) | Kanpeki na Satsujin to Satsujinsha (Sono Ichi) | 25 janvier 2023       |
| De retour dans le présent, nous retrouvons un Ranpo prêt à tout pour disculper Kunikida, accusé d'un meurtre répugnant. Et pour ce faire, il va falloir qu’il débusque celui qui, dans la bande de Fiodor, est capable d’effacer indices et preuves sur une scène de crime.                            |                                                                              |                             |                                                |                       |
| 5 | Le meurtrier et le meurtre parfaits (2e partie)                              | 完璧な殺人と殺人者 (其の二) | Kanpeki na Satsujin to Satsujinsha (Sono Ni)   | 1 février 2023        |
| Dans la voiture de Mushitarô, Ranpo expose à ce dernier sa théorie concernant le meurtre de Kindaichi, mettant le jeune homme de plus en plus mal à l’aise. Lorsque notre détective finit par l’accuser carrément, le chauffeur arrête la voiture et le met en joue avec son arme.                     |                                                                              |                             |                                                |                       |
| 6 | Sunday Tragedy                                                               | 悲劇なる日曜日              | Higeki Naru Nichiyoubi                         | 8 février 2023        |
| L’avertissement de Mushitarô devient réalité : l’Agence se voit chargée de l’enquête sur d’atroces meurtres en série dont les victimes sont des responsables de services publics. Le mode opératoire semble être une référence au bouddhisme et annoncer la survenue imminente d’un cinquième meurtre. |                                                                              |                             |                                                |                       |
| 7 | Dogs hunt dogs                                                               | DOGS HUNT DOGS              | Dogs Hunt Dogs                                 | 15 février 2023       |
| Le piège s’est refermé sur les membres de l’Agence appelés en renfort pour sauver les otages de la folie meurtrière de Gogol, et ce n’est que de justesse qu’ils échappent aux forces de sécurité. Ils risquent d’avoir encore plus de mal avec l’escouade de choc qui vient d’atterrir…               |                                                                              |                             |                                                |                       |
| 8 | Toi et moi, enfants du péché                                                 | 君も罪の子, 我も罪の子      | Kimi mo Tsumi no Ko, Ware mo Tsumi no Ko       | 22 février 2023       |
| L’intervention plus qu’inattendue d’un certain détenteur de superpouvoir permet temporairement à nos détectives d’échapper à leurs poursuivants, mais à quel prix ! Pendant ce temps, Atsushi, s’inspirant des méthodes de Dazai, va adresser une requête à un allié potentiel.                        |                                                                              |                             |                                                |                       |
| 9 | Rêve de papillon                                                             | 蝶を夢む                    | Chou o Yumemu                                  | 1 mars 2023           |
| Tanizaki, qui ne comprend pas l’attitude de Yosano, la presse de lui expliquer pourquoi elle répugne tant à rejoindre la mafia portuaire. Les confidences qui s’ensuivent vont le laisser sans voix…                                                                                                   |                                                                              |                             |                                                |                       |
| 10 | L’amertume de ceux qui n’ont pas d’ailes                                     | 翅無き身の悲しきかな        | Hane Naki Mi no Kanashiki ka na                | 8 mars 2023           |
| En dépit des avertissements de Mori, qui ne voit dans la proposition de Francis qu’un guet-apens, Yosano, Tanizaki et Kenji se rendent au rendez-vous fixé par l’ancien maître de la Guilde. Bien mal leur en prend…                                                                                   |                                                                              |                             |                                                |                       |
| 11 | Chronique d’une évasion                                                      | 脱獄記                      | Datsugoku Ki                                   | 15 mars 2023          |
| Kyôka et Atsushi ont obtenu de Francis qu’il les laisse utiliser son réseau de vidéosurveillance, Eyes of God, afin de localiser Mushitarô. Mais plus que son pouvoir, pourtant très utile, ce sont surtout des informations qu’ils recherchent.                                                       |                                                                              |                             |                                                |                       |
| 12 | Bungô Hound Dogs                                                             | 文豪ハウンドドッグス        | Bungou Hound Dogs                              | 22 mars 2023          |
| En jouant sur la corde sensible, Tetchô parvient à faire dire au patron du café Uzumaki où se trouvent Lucy et les détectives encore libres. Les Chiens de chasse débarquent donc sans crier gare dans un immense casino en plein ciel, mais l’accueil qu’ils reçoivent va les prendre de court.       |                                                                              |                             |                                                |                       |
| 13 | Skyfall                                                                      | SKYFALL                     | Skyfall                                        | 29 mars 2023          |
| C’est à présent au tour de Tachihara et Teruko, dont les têtes ont été mises à prix par le directeur du casino, de jouer à cache-cache avec des poursuivants bien décidés à avoir leur peau. Il va falloir toute l’astuce et la volonté de Teruko pour se sortir de ce guêpier…                        |                                                                              |                             |                                                |                       |

#### Saison 5
| No | Titre français             | Titre japonais     | Titre japonais                   | Date de 1re diffusion |
| No | Titre français             | Kanji              | Rōmaji                           | Date de 1re diffusion |
| --- | -------------------------- | ------------------ | -------------------------------- | --------------------- |
| 1 | Le plus puissant           | 最強の男           | Saikyou no Otoko                 | 12 juillet 2023       |
| Les membres de l’Agence, isolés et dans l’incapacité de communiquer entre eux, sont victimes les uns après les autres de tentatives d’assassinat, déjouées in extremis par un mystérieux ange gardien. Qui est-ce ?                                                              |                            |                    |                                  |                       |
| 2 | Toutes les réponses        | 凡テノ答ヘ         | Subete no Kotae e                | 19 juillet 2023       |
| Le chef des Chiens de chasse est approché par les Nations Unies, qui veulent lui confier le commandement d’une cellule antiterroriste. Pendant ce temps, l’Agence commence doucement à se reformer.                                                                              |                            |                    |                                  |                       |
| 3 | Hero vs. Criminal          | HERO VS. CRIMINAL  | Hero vs. Criminal                | 26 juillet 2023       |
| L’identité de Kamui est à présent connue, mais cette précieuse information parviendra-t-elle à terre ? Il faudra peut-être bien plus que l’arrivée d'un allié inattendu pour qu’Atsushi survive assez longtemps pour cela…                                                       |                            |                    |                                  |                       |
| 4 | Hero war, Gang war         | HERO WAR, GANG WAR | Hero war, Gang war               | 2 août 2023           |
| Grâce au sacrifice d’Akutagawa, Atsushi a rejoint la terre ferme, tandis que Kamui dégaine sa dernière arme, le cinquième ange en décomposition. Et le moins qu’on puisse dire, c’est que ce n’est pas une bonne nouvelle…                                                       |                            |                    |                                  |                       |
| 5 | Aux portes du ciel (1)     | 空ノ港ニテ(其の一) | Sora no Minato Nitte (Sono Ichi) | 9 août 2023           |
| Chez Lucy, Ranpo expose, devant l’Agence enfin au complet ou presque, la marche à suivre pour mettre fin à l’épidémie vampirique tout en empêchant Kamui d’étendre sa domination sur le monde entier. Cela suffira-t-il pour contrecarrer les plans des anges en décomposition ? |                            |                    |                                  |                       |
| 6 | Aux portes du ciel (2)     | 空ノ港ニテ(其の二) | Sora no Minato Nitte (Sono Ni)   | 16 août 2023          |
| C’est un véritable duel à distance que se livrent Kamui et Ranpo, chacun tâchant d’anticiper les actions de l’autre. Mais le chef des anges en décomposition est seul, quand Ranpo peut compter sur l’aide d'alliés influents et persuasifs…                                     |                            |                    |                                  |                       |
| 7 | Aux portes du ciel (3)     | 空ノ港ニテ(其の三) | Sora no Minato Nitte (Sono San)  | 23 août 2023          |
| Le défi lancé par Nicolas à Fiodor et Dazai a tout du pari impossible, ce qui n’empêche pas les deux compères de prendre les choses avec une certaine légèreté. Dazai en particulier va faire un choix assez discutable à première vue…                                          |                            |                    |                                  |                       |
| 8 | La terre des inhumains (1) | 人外魔境(其の一)   | Jingai Makyou (Sono Ichi)        | 30 août 2023          |
| Dazai poursuit son petit bonhomme de chemin à travers les couloirs de Meursault, au grand dam de Sigma, de plus en plus pessimiste quant à leurs chances de survie. Pendant ce temps, Kenji dévoile une nouvelle facette de sa personnalité…                                     |                            |                    |                                  |                       |
| 9 | La terre des inhumains (2) | 人外魔境(其の二)   | Jingai Makyou (Sono Ni)          | 6 septembre 2023      |
| Fukuzawa tente de comprendre ce qui a pu faire du Fukuchi qu’il connaissait le monstre froid qu’il est devenu, en vain. Sigma réussit à obtenir quelques explications de la part de Dazai, mais là aussi, leur discussion est interrompue d’une manière plus que déplaisante…    |                            |                    |                                  |                       |
| 10 | La terre des inhumains (3) | 人外魔境(其の三)   | Jingai Makyou (Sono San)         | 13 septembre 2023     |
| La machination dans laquelle Dazai était parvenu à faire tomber Fiodor semble s’être retournée contre lui, car son ennemi entend bien lui rendre la monnaie de sa pièce. Atsushi se précipite au secours d’Aya, qui sert d’appât en compagnie de Bram au sommet d’une tour.      |                            |                    |                                  |                       |
| 11 | Adieu crépusculaire        | 黄昏のさようなら   | Tasogare no Sayonara             | 20 septembre 2023     |
| Tandis qu’Aya met sa vie en jeu pour l’humanité et que Fukuzawa tente le tout pour le tout afin d’arrêter Fukuchi, Fiodor émerge enfin du labyrinthe de Meursault, en vainqueur du jeu mortel initié par Nicolas. Le Mal va-t-il donc l’emporter ?                               |                            |                    |                                  |                       |